# Kim Jong-nam
Kim Jong-nam (10 tháng 5 năm 1971 – 13 tháng 2 năm 2017) là con trai cả của cố lãnh đạo Kim Jong-il của Cộng hòa Dân chủ Nhân dân Triều Tiên. Kể từ năm 1994, ông đã được chọn là người thừa kế của cha mình và sẽ là lãnh đạo tiếp theo của quốc gia này. Năm 2001, Kim Jong-nam đã bí mật bay sang Nhật Bản bằng hộ chiếu giả để đi du lịch tại Disneyland Tokyo, tuy nhiên sau đó ông đã bị cảnh sát Nhật Bản bắt giữ khi đang ở sân bay. Điều này đã dẫn đến việc một người em trai cùng cha khác mẹ với ông là Kim Jong-un lên nắm quyền thay cho ông. Kim Jong-nam sau đó đã công khai chỉ trích em trai mình là một kẻ tham quyền và nói rằng: "Cậu ta không có đủ tư cách cũng như kinh nghiệm để trở thành một nhà lãnh đạo! Nếu như cậu ta lên nắm quyền thì ngày tàn sẽ đến với Triều Tiên!". Không những vậy, ông còn nhiều lần chỉ trích, lên án chế độ gia tộc họ Kim lên nắm quyền ở Triều Tiên và là một người ủng hộ việc đưa quốc gia này trở thành một nước tư bản, thân phương Tây.
Ngày 13 tháng 2 năm 2017, Kim Jong-nam đã bị ám sát bằng chất độc VX và đã chết tại sân bay Kuala Lumpur, Malaysia. Vụ ám sát này được cho là do nhà lãnh đạo Triều Tiên Kim Jong-un bày ra. Các hung thủ cũng đã bị bắt giữ ngay sau vụ việc.

## Cuộc đời và sự nghiệp

### Cuộc sống ban đầu
Kim Jong-nam sinh tại Bình Nhưỡng, mẹ là Song Hye-rim, một trong ba người phụ nữ được ghi nhận là đã có con với Kim Jong-il. Do bị Kim Nhật Thành phản đối, Kim Jong-il đã giữ bí mật về mối quan hệ giữa mình và Song Hye-rim, vì thế Kim Jong-il ban đầu đã không cho Kim Jong-nam đến trường, và gửi con trai đến sống tại nhà chị gái của mình-Song Hye-rang, bà cũng làm gia sư cho Kim Jong-nam.
Kim Jong-nam được thuật là có tính cách tương tự như cha mình, và người cô của ông mô tả ông là "nóng nảy, nhạy cảm, và có năng khiếu nghệ thuật." Người cô này cũng nói vào năm 2000 rằng Kim Jong-nam "không muốn kế thừa cha mình." Giống như Kim Jong-il, ông quan tâm đến điện ảnh: ông đã viết kịch bản phim ngắn từ khi còn trẻ. Cha ông cũng lập ra một kho phim để ông sử dụng.
Theo tạp chí Nhật Bản Shukan Shincho, Kim Jong-nam đã thực hiện nhiều chuyến thăm bí mật đến Nhật Bản, bắt đầu từ năm 1995. Một quyển sách về gia đình họ Kim, Under the Loving Care of the Fatherly Leader (Dưới sự bảo bọc đầy tình thương của cha già dân tộc) của Bradley K. Martin, thì viết rằng vào cuối thập niên 1990, Kim Jong-nam trở thành "một nhân vật quen thuộc" tại một nhà tắm công cộng ở Yoshiwara, một trong số các khu đèn đỏ của Tokyo.

### 1998 – 2001: Làm người kế vị
Năm 1998, Kim Jong-nam được bổ nhiệm vào một vị trí cấp cao trong Bộ Công an, một dấu hiệu cho rằng ông sẽ trở thành một lãnh tụ tương lai. Theo tường thuật thì ông cũng được bổ nhiệm làm người đứng đầu của Ủy ban Máy tính Triều Tiên, phụ trách phát triển công nghiệp công nghệ thông tin. Vào tháng 1 năm 2001, ông tháp tùng cha đến Thượng Hải, và tại đây ông đã có các buổi nói chuyện với các quan chức Trung Quốc về công nghệ thông tin.

#### Sự kiện Disneyland Tokyo 2001
Vào tháng 5 năm 2001, Kim Jong-nam đã bị bắt khi đến Sân bay quốc tế Narita cùng với hai phụ nữ và một cậu bé bốn tuổi được xác định là con trai ông. Ông đến Nhật du lịch bằng một hộ chiếu giả của Cộng hòa Dominica với cái tên Trung Quốc, Bàng Hùng (胖熊), có nghĩa là "gấu béo" trong Quan thoại. Kim Jong-nam được tường thuật là mặc một chiếc áo sơ mi trắng và áo khoác tối màu cùng với kính mát và dây chuyền vàng. Sau khi bị giam giữ vài ngày, ông bị trục xuất đến Trung Quốc theo chỉ thị của chính phủ Nhật Bản. Kim Jong-nam có vẻ như đã kể với người thẩm vấn mình rằng ông đến Nhật Bản là để thăm Disneyland Tokyo tại Urayasu, gần Tokyo. Sự kiện này đã khiến Kim Jong-il hủy bỏ một kế hoạch viếng thăm Trung Quốc.

### 2001–2005: Thất sủng
Cho đến tận sự kiện Tokyo, Kim Jong-nam đã được dự tính trở thành nhà lãnh đạo tương lai của đất nước. Người ta tin rằng Kim Jong-un đã trở thành người thừa kế từ sau sự kiện này. Do lòng trung thành của Quân đội là nền tảng thực sự để gia đình họ Kim tiếp tục nắm giữ quyền lực tại Triều Tiên, điều này đã khiến triển vọng của Kim Jong-nam trở nên xấu đi. Vào cuối năm 2003, có tường thuật rằng Kim Jong-nam đang sống ở Macau.
Năm 2003, Hwang Jang-yop, một cựu viên chức cấp cao của Đảng Lao động Triều Tiên trong các vấn đề đối ngoại đã đào tẩu sang Hàn Quốc từ năm 1997, thì Kim Jong-nam đã để mất cơ hội của mình: "Một người thừa kế cần phải là con của một người phụ nữ được quốc vương sủng ái, và sự thật là Kim Jong-il yêu Koh Young-hee nhất. Số mệnh của Kim Jong-nam đã được xác định."
Kim Jong-nam thì nói rằng ông để mất sự yêu mến bởi vì đã trở thành người ủng hộ cải cách sau khi tiếp thu giáo dục ở Thụy Sĩ, dẫn đến cha ông cho rằng ông đã trở thành một "tên tư sản". Trong một thư điện tử gửi cho biên tập viên của Tokyo Shimbun, Kim Jong-nam đã viết rằng "Sau khi tôi trở về Triều Tiên sau thời gian học tập tại Thụy Sĩ, tôi càng trở nên xa cách cha tôi hơn vì tôi nhấn mạnh về cải cách và mở cửa thị trường và cuối cùng được nhìn nhận bằng sự nghi ngờ," cộng thêm "Cha tôi cảm thấy rất cô đơn sau khi gửi tôi đi học ở nước ngoài. Sau đó các em trai khác mẹ của tôi là Jong-chol và Jong-un cùng em gái khác mẹ Yeo-jong được sinh ra và sự quý mến của ông được chuyển sang cho họ. Và đến khi ông cảm thấy rằng tôi đã trở thành một tên tư sản sau nhiều năm học tập ở nước ngoài, ông đã rút ngắn thời gian học ở hải ngoại của các em tôi."

### 2005 – 2010: Kim Jong-un nổi lên
South China Morning Post vào ngày 1 tháng 2 năm 2007, tường thuật lại rằng Kim Jong-nam đã sống ẩn cư cùng gia đình ở Macau trong ba năm và điều này gây ra một số lúng túng cho cả chính quyền Macau và Trung Quốc. Truyền hình Hàn Quốc và South China Morning Post tường thuật vào năm 2007 rằng Kim Jong-nam đã có một hộ chiếu Bồ Đào Nha. Tuy nhiên, nhà đương cục Bồ Đào Nha và lãnh sự Bồ Đào Nha tại Macau, Pedro Moitinho de Almeida, thì cho rằng "Nếu thực sự tồn tại một tài liệu như vậy, nó chắc chắn là một thứ giả mạo".
Tháng 8 năm 2007, có tường thuật rằng Kim Jong-nam đã từ Macau quay trở về CHDCND Triều Tiên và bắt đầu làm việc tại một cơ quan trọng yếu của Đảng Lao động cầm quyền, thúc đẩy các đồn đoán rằng rạn nứt giữa Kim Jong-nam và cha ông ít nhất đã hàn gắn dược một phần và rằng Kim Jong-nam đã được chuẩn bị là người kế thừa tiềm năng. Sau đó, điều này được xác định là một tìn đồn và Kim Jong-nam vẫn ở Bắc Kinh và Macau như trước khi đến Áo và Pháp vì lý do y tế vào đầu tháng 11 năm 2007, nơi ông đã có một buổi phỏng vấn ngắn với truyền hình Nhật Bản sau khi tới Moskva.
Tháng 1 năm 2009, Kim Jong-nam cho biết ông "không quan tâm" đến việc kế thừa cha ông nắm giữ quyền lực, nói rằng điều này chỉ do cha ông quyết định. Tháng 6 năm 2010, Kim Jong-nam đã có một cuộc phỏng vấn ngắn với AP tại Macau trong khi chờ thang máy khách sạn. Ông nói với phóng viên rằng mình "không có kế hoạch" đào thoát đến châu Âu như báo chí đồn đại gần đây. Kim Jong-nam sống trong một căn hộ ở mũi cực nam đảo Lộ Hoàn của Macau cho đến năm 2007. Một tường thuật từ Hàn Quốc vào tháng 10 năm 2010 thì cho rằng Jong-nam không sống ở Macau trong "nhiều tháng", và nay ông qua lại giữa Trung Quốc và "quốc gia khác".
Cuối tháng 10 năm 2010, người em trai khác mẹ của ông là Kim Jong-un trở thành người thừa kế rõ ràng. Kim Jong-un được tuyên bố là Lãnh đạo tối cao của Triều Tiên sau cái chết của Kim Jong-il vào ngày 24 tháng 12 năm 2011.
Ngày 1 tháng 1 năm 2012, nhật báo Nhật Bản Yomiuri Shimbun đã tường thuật rằng Kim Jong-Nam đã bí mật bay đến Bình Nhưỡng từ Macau vào ngày 17 tháng 12 năm 2011, sau khi được biết về cái chết của cha mình vào ngày này và được cho là đã đi cùng Kim Jong-un khi khâm niệm cha lần cuối. Ông trở về Macau sau một vài ngày sau và không tham dự lễ tang để tránh đồn đoán về việc kế nhiệm.
Ngày 14 tháng 1 năm 2012, Kim Jong-nam được nhìn thấy là ở tại Bắc Kinh để chờ một chuyến bay của Air China đi Macau. Kim đã xác nhận danh tính của mình với một nhóm người Hàn Quốc bao gồm một giáo sư tại Đại học Incheon, và nói với họ rằng ông thường xuyên đi một mình.
Trong một cuốn sách xuất bản năm 2012 với tiêu đề My Father, Kim Jong Il, and Me của nhà báo người Nhật Yoji Gomi, người từng nhiều lần phỏng vấn Kim Jong-nam, theo đó, Kim Jong-nam hy vọng sự lãnh đạo của Kim Jong-un sẽ thất bại, viện dẫn rằng em trai mình còn quá trẻ và thiếu kinh nghiệm. Ông cũng nói rằng "Nếu không có cải cách, Triều Tiên sẽ sụp đổ, và khi thay đổi đó diễn ra, chế độ sẽ sụp đổ."

## Cái chết
Vào ngày 13 tháng 2 năm 2017, Một số tường thuật báo chí cho biết Kim bị ám sát tại Malaysia bởi hai người phụ nữ không nhận diện được, được suy đoán là điệp viên của Triều Tiên, trong chuyến trở về Macau tại trạm sân bay cho các hãng hàng không giá rẻ thuộc sân bay quốc tế Kuala Lumpur. Bởi vì ông đi du lịch ở Malaysia với tên là "Kim Chol", quan chức Malaysia không xác nhận chính thức ngay lập tức rằng Kim Jong-nam chính là người đàn ông bị giết. Tuy nhiên, chính phủ Hàn Quốc nói, họ chắc chắn, Kim Jong-nam là người đã chết. Theo cơ quan truyền thông của chính phủ Nhật Bản NHK, các quan chức tình báo Hàn Quốc khẳng định người đàn ông đã chết thực sự là Kim Jong-nam, bởi vì dấu tay trùng hợp với dấu tay của Kim mà trước đây cơ quan tình báo Hàn Quốc có được.
Cảnh sát Malaysia xác nhận, Kim chết trong khi được đưa từ sân bay đến bệnh viện Putrajaya, nhưng nói rằng nguyên nhân chết chưa rõ. Sau đó trong cùng ngày, Giám đốc Cục Điều tra hình sự Malaysia Mohmad Salleh nói với các phương tiện truyền thông, "Không có dấu hiệu cho thấy Kim bị giết chết". Tường thuật ban đầu đề cập tới một số hình thức phun chất độc hoặc kim chích được sử dụng. Quan chức cảnh sát Malaysia Fadzil Ahmat nói với báo The Star của Malaysia rằng Kim đã báo động một nhân viên tiếp tân, nói rằng, "một người nào đó đã nắm lấy tôi từ đằng sau và tung chất lỏng vào mặt tôi". Quan chức này cũng nói với thông tấn xã chính phủ Malaysia Bernama, rằng một người phụ nữ "phủ mặt Kim bằng một miếng vải tẩm chất lỏng". Tình báo Hàn Quốc cũng như một số cơ quan không được nêu tên khác nhau của chính phủ Mỹ, tin rằng, Kim bị kẻ thù của ông đầu độc. Nếu được xác nhận, cái chết của Kim sẽ là cái chết của một nhân vật quan trọng nhất liên quan đến Cộng hòa Dân chủ Nhân dân Triều Tiên kể từ khi Jang Sung-taek bị hành quyết vào năm 2013.
Các quan chức Chính phủ Malaysia cho biết, quan chức Triều Tiên trong nước phản đối bất kỳ hình thức khám nghiệm tử thi được thực hiện trên cơ thể của Kim, nhưng khám nghiệm tử thi vẫn được tiến hành vì họ không nộp một công hàm phản đối chính thức. Khám nghiệm tử thi của Kim được tiến hành vào ngày 15 tháng 2 tại nhà xác bệnh viện Kuala Lumpur với sự hiện diện của một số quan chức Triều Tiên, và kết luận vào ngày hôm sau chính thức xác nhận danh tính xác chết là Kim, mặc dù thông tin khác sẽ không được loan báo cho đến khi báo cáo khám nghiệm tử thi hoàn thành. Đối với yêu cầu lấy xác Kim của Triều Tiên, Phó Thủ tướng Malaysia Ahmad Zahid Hamidi trả lời rằng họ chỉ giao xác khi khám nghiệm tử thi được thực hiện, và có "một số thủ tục" mà chính phủ CHDCND Triều Tiên phải làm. Vị Bộ trưởng nói thêm, xác sẽ được trao cho thân nhân hoặc đại sứ quán Triều Tiên tại nước này. Cảnh sát trưởng bang Selangor của Malaysia Abdul Samah Mat nói, xác chết chỉ được trao lại nếu gia đình ông Kim cung cấp một mẫu DNA để xác định người chết đúng là Kim Jong-nam. Một báo cáo chính thức của chính phủ nói, vợ thứ hai của Kim ở Macau đã liên lạc với chính phủ Trung Quốc để tìm giúp đỡ trong việc đòi xác.

### Những vụ ám sát và động cơ
Có những âm mưu ám sát Kim trong quá khứ. Vào cuối năm 2012, Kim Jong-nam xuất hiện Singapore một năm sau khi rời khỏi Macau. Ông rời Macau vì nghi ngờ mình là mục tiêu ám sát của Kim Jong-un; Các nhà chức trách Hàn Quốc truy tố trước đó một gián điệp của Triều Tiên tên là Kim Yong-su thú nhận lập kế hoạch cho một cuộc tấn công vào Kim Jong-nam trong tháng 7 năm 2010.
Sau cái chết của Kim, cảnh sát Malaysia bắt giữ một người phụ nữ tại sân bay quốc tế Kuala Lumpur, liên quan đến cuộc tấn công vào ngày 14 tháng 2 năm 2017. Người phụ nữ 28 tuổi tên là Đoàn Thị Hương có sở hữu giấy thông hành của Việt Nam. Hương bị nhận diện qua camera an ninh sân bay, và không lâu sau khi cô bị bắt, báo Malay Mail công bố một bức ảnh của một người phụ nữ có liên hệ đến vụ giết người, được tin tưởng là Đoàn. Cảnh sát Malaysia cho biết họ đang tìm kiếm "một vài" nghi phạm khác có liên hệ đến vụ bị cho là giết người. Ngày 16 tháng 2, một người phụ nữ 30 tuổi tên Siti Aishah có giấy tờ thông hành của Indonesia cũng bị bắt vì dính líu đến vụ án và bị nhận diện là nghi phạm nữ thứ hai. Bạn trai Aishah, một người Malaysia 26 tuổi tên là Muhammad bin Farid Jalaluddin cũng bị bắt giữ để hỗ trợ trong việc điều tra. Theo tờ Oriental Daily News, nữ nghi phạm đầu tiên nói với cảnh sát, cô ta được 4 người đàn ông cùng đi với cô và cô bạn đồng hành yêu cầu phun vào nạn nhân với một chất lỏng không được xác định trong khi nữ đồng hành của cô giữ và che mặt nạn nhân với một chiếc khăn tay như là một phần của một trò đùa. Người phụ nữ cho biết, sau khi cô quay trở lại để tìm kiếm bốn người đàn ông và người đồng hành của mình, họ đều đã biến mất, và cô quyết định quay trở lại sân bay vào ngày hôm sau. Nữ nghi phạm thứ hai cũng nói với cảnh sát, cô nghĩ rằng việc này là một phần của một trò đùa trên truyền hình và không biết tên của mục tiêu của họ; trước đó cô đã được tiếp cận bởi một số người mà cô nghĩ là một đoàn làm phim trong một hộp đêm, nơi cô làm việc ở thủ đô Malaysia và được cho 100 USD để làm trò đùa này. Sau một tuyên bố được ghi âm từ người phụ nữ, nhà chức trách Malaysia bắt đầu lùng bắt bốn người đàn ông và tăng cường an ninh tại các điểm xuất cảnh, và nói rằng có thể đây là một vụ ám sát được dàn dựng bởi các điệp viên Triều Tiên, sử dụng những người phụ nữ như là những con dê tế thần. Một trong bốn người đàn ông này bị bắt vào ngày 17 tháng 2, nghi phạm được xác định là một người đàn ông 46 tuổi tên là Ri Jong-chol bị bắt trong một chung cư với giấy tờ thông hành của Triều Tiên. Nghi phạm Ri Jong-chol là chuyên gia hóa học nhưng vẫn chưa được xác nhận là đã tạo ra chất độc hay không.
Dựa vào nguồn tin tình báo giấu tên, điệp viên Triều Tiên được báo cáo hoạt động tích cực tại Malaysia, Singapore và Indonesia từ 2 thập kỷ nay; với Malaysia và Singapore là sự lựa chọn ưa thích của cơ quan tình báo Triều Tiên (RGB) để tiến hành thu thập thông tin tình báo và giám sát nhằm vào mục tiêu là các chính trị gia Nhật Bản và Hàn Quốc, các nhà ngoại giao, các nhân vật đứng đầu các công ty và doanh nhân đến thăm hoặc có cơ sở đặt tại các nước này.
Các câu hỏi được đặt ra về động lực của Triều Tiên cho cuộc tấn công. Giám đốc tình báo Hàn Quốc Lee Byung-ho nói với các thành viên của quốc hội Hàn Quốc, chính phủ của Cộng hòa Dân chủ Nhân dân Triều Tiên đã muốn giết Kim từ vài năm nay, nhưng ông được Trung Quốc bảo vệ. Tuy nhiên, các nhà phân tích đặt câu hỏi về động lực của Kim Jong-un phải giết Kim Jong-nam, mặc dù đây là hành động nguy hiểm và có khả năng làm Triều Tiên lúng túng, hơn nữa Kim Jong-nam không được coi như là một mối đe dọa đối với quyền lãnh đạo của Kim Jong-un tại Triều Tiên.
Vào ngày 19 tháng 2, cảnh sát Malaysia cho biết họ đang truy nã thêm bốn nghi phạm của Triều Tiên có liên hệ đến vụ giết người. Bốn nghi phạm được xác định là Ri Ji-hyon (33 tuổi), Hồng Sông Hak (34), O Jong-gil (55) và Ri Jae-nam (57); tất cả những người này đã rời khỏi Malaysia sau cuộc tấn công, và cảnh sát Malaysia hiện đang bắt đầu yêu cầu Interpol và các cơ quan khác có liên quan để giúp theo dõi họ.
Interpol đã phát bốn Thông báo Màu đỏ cho những nghi phạm này vì dính líu vào âm mưu giết người nhưng họ đã về Triều Tiên. Theo thông tấn xã Yonhap, cho biết hôm 22/3, nghi phạm Ri Ji-hyon là con trai của một cựu đại sứ Triều Tiên tại Hà Nội. Với vốn tiếng Việt lưu loát, hắn đã dụ dỗ được Đoàn Thị Hương tham gia vụ ám sát này. Ri đã sống tại Việt Nam khoảng 10 năm. Trước đó vào tháng 11/2009, Ri làm việc tại Đại sứ quán Triều Tiên ở Việt Nam khoảng 1 năm với tư cách là một nhà ngoại giao tập sự, sau đó hắn làm phiên dịch.
Ngày 22 tháng 2, Giám đốc cảnh sát Tan Sri Khalid Abu Baka khẳng định rằng "đây là một âm mưu có kế hoạch và những người này đã được tập luyện để làm việc này. Họ đã tập luyện việc tấn công nhiều lần tại Pavillion và trung tâm thành phố Kuala Lumpur trước khi tấn công con mồi thực sự."
Ngày 23 tháng 2, dựa trên các chứng cứ thu thập được, cảnh sát Malaysia đã gia hạn thời gian tạm giữ với Đoàn Thị Hương và các nghi can khác thêm 1 tuần để điều tra, nghi phạm người Malaysia được tạm tha nhờ đóng tiền bảo lãnh.

#### Vai trò 2 người phụ nữ
Trong khi 2 người phụ nữ tham dự cho là họ tưởng đó là một trò đùa truyền hình. Ông Khalid, cảnh sát trưởng Malaysia nói, họ biết họ đang làm gì. Hai người này đã thực nghiệm cuộc tấn công tại 2 trung tâm mua sắm. Ông ta nói, chúng tôi rất tin tưởng, việc đó đã được hoạch định và cả hai được huấn luyện để làm chuyện này.
Ngược lại, ông Tito Karnavian, cảnh sát trưởng Indonesia, sau khi gặp Siti Aisyah, nói rằng cô ấy rất có thể nói sự thật và là nạn nhân.

#### Chất độc
Hôm 24/2, cảnh sát Malaysia tuyên bố ông Kim Jong-nam, anh trai cùng cha khác mẹ của lãnh tụ Triều Tiên Kim Jong-un, đã bị giết chết bằng chất độc thần kinh VX. Cảnh sát đã phát hiện ra chất độc này trong mắt và trên mặt ông Kim Jong-nam.
VX là một trong những chất độc nguy hiểm nhất thế giới. Nó được Liên Hợp Quốc xếp loại là vũ khí hóa học hủy diệt hàng loạt. Chất độc này đã được các lực lượng của ông Saddam Hussein sử dụng vào năm 1988 trong vụ tấn công hóa học vào thành phố Halabja của người Kurd ở miền bắc Iraq và giết chết hàng ngàn người.
Theo các chuyên gia, chỉ cần 10 mg VX là đủ giết chết một người bằng cách làm tê liệt hệ thần kinh nạn nhân. Hiện vẫn chưa rõ làm thế nào các nghi phạm có thể mang chất độc trên người để hạ sát ông Kim Jong-nam. Một số nhà phân tích cho rằng có thể Triều Tiên có khả năng sản xuất VX dưới dạng hai thành phần, nghĩa là tách chất độc ra thành những chất không có hại nhưng khi hòa vào sẽ tạo thành VX.

### Phiên tòa
Ngày 28 tháng 2, Tổng công tố viên Malaysia Mohamed Apandi Ali xác nhận, hai nữ nghi phạm Đoàn Thị Hương (quốc tịch Việt Nam) và Siti Aishah (quốc tịch Indonesia) sẽ bị truy tố tại tòa vào sáng 1 tháng 3 với cáo buộc giết người (điều 302 bộ luật hình sự).

#### Trục xuất đại sứ
Tờ Strait Times cho biết, Ngoại trưởng Malaysia Anifah Aman tuyên bố chiều 4-3 khẳng định đã triệu tập Đại sứ Triều Tiên Kang Chol, nhưng không ai trình diện. Bộ Ngoại giao Malaysia thông báo, vì lý do này, Bộ gửi công văn đến Đại sứ quán Triều Tiên, thông báo với chính phủ CHDCND Triều Tiên rằng ngài Kang Chol không còn là nhân vật được chấp nhận tại Malaysia. Ông ấy phải rời Malaysia trong vòng 48 tiếng kể từ thời điểm của cuộc triệu tập này, tức là 6h chiều ngày 4-3-2017". Ngoài ra, Malaysia cũng chấm dứt việc miễn thị thực cho công dân Triều Tiên đến nước này.
Ngày 7-3, hãng thông tấn Triều Tiên KCNA dẫn lại thông tin từ Bộ Ngoại giao Triều Tiên cho hay "Tất cả công dân Malaysia ở Triều Tiên sẽ tạm thời bị cấm rời khỏi nước này cho đến khi vụ công dân Triều Tiên bị sát hại ở Malaysia được giải quyết hợp lý". Thủ tướng Malaysia, ông Najib Razak cùng ngày tuyên bố chính quyền CHDCND Triều Tiên phải trả tự do cho toàn bộ công dân Malaysia ngay lập tức, gọi hành động cấm họ rời Triều Tiên là "cầm giữ con tin". Ông thủ tướng nói thêm đã ra lệnh cho cảnh sát Malaysia cấm tất cả công dân Triều Tiên ở Malaysia rời khỏi nước này cho đến khi đảm bảo an toàn được cho mọi công dân Malaysia ở Triều Tiên.

### Phản ứng
Kim Myung-yeon, một phát ngôn viên của đảng cầm quyền của Hàn Quốc, mô tả vụ giết người như là một "ví dụ rõ ràng cho triều đại khủng bố Kim Jong-un".

## Cuộc sống cá nhân
Tờ báo Hàn Quốc The Chosun Ilbo tường thuật rằng Kim Jong-nam có hai vợ, và có ít nhất một tình nhân, và một vài đứa con. Người vợ đầu Shin Jong-hui (sinh khoảng 1980) có con trai Kum-sol (sinh khoảng 1996) sống tại một ngôi nhà gọi là Dragon Villa tại ngoại ô phía bắc của Bắc Kinh. Người vợ thứ hai là Lee Hye-kyong (sinh khoảng 1970) có con trai Han-sol (sinh khoảng 1995) và con gái Sol-hui (sinh khoảng 1998) sống khiêm tốn trong một căn hộ ở tầng thứ 12 tại Macau; Người tình của Kim Jong-nam là cựu tiếp viên hàng không của Air Koryo tên là So Yong-la (sinh khoảng 1980), cũng sống tại Macau. Han-sol có liên hệ với các tài khoản trên một mạng xã hội trực tuyến. Năm 2011, Kim Jong-nam đã được kết nạp vào Đoàn Thế giới Liên minh tại Mostar, Bosnia-Herzegovina. Kim Jong-nam thường gây chú ý với các phương tiện truyền thống vì thói cờ bạc và chi tiêu quá mức của mình.

### Tài chính
Ông Kim tuy sống lưu vong, chủ yếu ở Macau, nhưng được hưởng cuộc sống giàu có của một tay chơi đi lại khắp nơi, đôi khi đi du lịch với một vệ sĩ nữ. Khi cha ông vẫn còn sống, chính phủ ở Bình Nhưỡng gửi ông trợ cấp tiền mặt. Chú của ông, Jang Sung-taek, trở thành một người cha và liên lạc chính của ông với đất nước mình. Các quan chức Hàn Quốc nói ông Kim đã sử dụng quan hệ này để tiến hành kinh doanh cho chính mình, như xử lý các hợp đồng liên quan đến khoáng sản của Triều Tiên.
Ông Kim thường đến thăm Kuala Lumpur, nơi cháu trai của ông Jang, Jang Yong-chol, từng là đại sứ Triều Tiên cho đến năm 2013. Ông Kim đôi khi ở lại tại nhà khách sứ quán và đôi khi ở khách sạn năm sao.
Khi Kim Jong-un lên nắm quyền lực, ông ta cắt trợ cấp của anh trai mình. Trong năm 2013, ông cho hành quyết chú của họ, ông Jang, về tội tham nhũng và nổi loạn. Cháu trai của ông Jang, đại sứ ở Malaysia bị gọi về và được cho là đã bị hành quyết.

## Thế phả
|                      |                      |                      |                      |                      |                      |                    |                    |                        |                        |                        |                        |                        |                        |                        |                        |                        |                        |                       |                       |                       |                       |                     |                     |                       |                       |                       |                       |                       |                       |                        |                        |                        |                        | Kim Bo-hyon 1871–1955   |                         |                         |                         |                         |                         |                       |                       |                        |                        |                        |                        |                        |                        |                          |                          |                          |                          |                          |                          |                   |                   |                    |                    |                    |                    |                    |                    |
|                      |                      |                      |                      |                      |                      |                    |                    |                        |                        |                        |                        |                        |                        |                        |                        |                        |                        |                       |                       |                       |                       |                     |                     |                       |                       |                       |                       |                       |                       |                        |                        |                        |                        |                         |                         |                         |                         |                         |                         |                       |                       |                        |                        |                        |                        |                        |                        |                          |                          |                          |                          |                          |                          |                   |                   |                    |                    |                    |                    |                    |                    |
|                      |                      |                      |                      |                      |                      |                    |                    |                        |                        |                        |                        |                        |                        |                        |                        |                        |                        |                       |                       |                       |                       |                     |                     |                       |                       |                       |                       |                       |                       |                        |                        |                        |                        | Kim Hyong-jik 1894–1926 | Kim Hyong-jik 1894–1926 | Kim Hyong-jik 1894–1926 | Kim Hyong-jik 1894–1926 | Kim Hyong-jik 1894–1926 | Kim Hyong-jik 1894–1926 |                       |                       | Kang Pan-sŏk 1892–1932 | Kang Pan-sŏk 1892–1932 | Kang Pan-sŏk 1892–1932 | Kang Pan-sŏk 1892–1932 | Kang Pan-sŏk 1892–1932 | Kang Pan-sŏk 1892–1932 |                          |                          |                          |                          |                          |                          |                   |                   |                    |                    |                    |                    |                    |                    |
|                      |                      |                      |                      |                      |                      |                    |                    |                        |                        |                        |                        |                        |                        |                        |                        |                        |                        |                       |                       |                       |                       |                     |                     |                       |                       |                       |                       |                       |                       |                        |                        |                        |                        | Kim Hyong-jik 1894–1926 | Kim Hyong-jik 1894–1926 | Kim Hyong-jik 1894–1926 | Kim Hyong-jik 1894–1926 | Kim Hyong-jik 1894–1926 | Kim Hyong-jik 1894–1926 |                       |                       | Kang Pan-sŏk 1892–1932 | Kang Pan-sŏk 1892–1932 | Kang Pan-sŏk 1892–1932 | Kang Pan-sŏk 1892–1932 | Kang Pan-sŏk 1892–1932 | Kang Pan-sŏk 1892–1932 |                          |                          |                          |                          |                          |                          |                   |                   |                    |                    |                    |                    |                    |                    |
|                      |                      |                      |                      |                      |                      |                    |                    |                        |                        |                        |                        |                        |                        |                        |                        |                        |                        |                       |                       |                       |                       |                     |                     |                       |                       |                       |                       |                       |                       |                        |                        |                        |                        |                         |                         |                         |                         |                         |                         |                       |                       |                        |                        |                        |                        |                        |                        |                          |                          |                          |                          |                          |                          |                   |                   |                    |                    |                    |                    |                    |                    |
|                      |                      |                      |                      |                      |                      |                    |                    |                        |                        |                        |                        |                        |                        |                        |                        |                        |                        |                       |                       |                       |                       |                     |                     |                       |                       |                       |                       |                       |                       |                        |                        |                        |                        |                         |                         |                         |                         |                         |                         |                       |                       |                        |                        |                        |                        |                        |                        |                          |                          |                          |                          |                          |                          |                   |                   |                    |                    |                    |                    |                    |                    |
|                      |                      |                      |                      |                      |                      |                    |                    |                        |                        |                        |                        |                        |                        |                        |                        |                        |                        |                       |                       |                       |                       |                     |                     |                       |                       |                       |                       |                       |                       | Kim Jong-suk 1919–1949 | Kim Jong-suk 1919–1949 | Kim Jong-suk 1919–1949 | Kim Jong-suk 1919–1949 | Kim Jong-suk 1919–1949  | Kim Jong-suk 1919–1949  |                         |                         | Kim Il-sung 1912–1994   | Kim Il-sung 1912–1994   | Kim Il-sung 1912–1994 | Kim Il-sung 1912–1994 | Kim Il-sung 1912–1994  | Kim Il-sung 1912–1994  |                        |                        | Kim Sung-ae 1928–?     | Kim Sung-ae 1928–?     | Kim Sung-ae 1928–?       | Kim Sung-ae 1928–?       | Kim Sung-ae 1928–?       | Kim Sung-ae 1928–?       |                          |                          | Kim Yong-ju 1920– | Kim Yong-ju 1920– | Kim Yong-ju 1920–  | Kim Yong-ju 1920–  | Kim Yong-ju 1920–  | Kim Yong-ju 1920–  |                    |                    |
|                      |                      |                      |                      |                      |                      |                    |                    |                        |                        |                        |                        |                        |                        |                        |                        |                        |                        |                       |                       |                       |                       |                     |                     |                       |                       |                       |                       |                       |                       | Kim Jong-suk 1919–1949 | Kim Jong-suk 1919–1949 | Kim Jong-suk 1919–1949 | Kim Jong-suk 1919–1949 | Kim Jong-suk 1919–1949  | Kim Jong-suk 1919–1949  |                         |                         | Kim Il-sung 1912–1994   | Kim Il-sung 1912–1994   | Kim Il-sung 1912–1994 | Kim Il-sung 1912–1994 | Kim Il-sung 1912–1994  | Kim Il-sung 1912–1994  |                        |                        | Kim Sung-ae 1928–?     | Kim Sung-ae 1928–?     | Kim Sung-ae 1928–?       | Kim Sung-ae 1928–?       | Kim Sung-ae 1928–?       | Kim Sung-ae 1928–?       |                          |                          | Kim Yong-ju 1920– | Kim Yong-ju 1920– | Kim Yong-ju 1920–  | Kim Yong-ju 1920–  | Kim Yong-ju 1920–  | Kim Yong-ju 1920–  |                    |                    |
|                      |                      |                      |                      |                      |                      |                    |                    |                        |                        |                        |                        |                        |                        |                        |                        |                        |                        |                       |                       |                       |                       |                     |                     |                       |                       |                       |                       |                       |                       |                        |                        |                        |                        |                         |                         |                         |                         |                         |                         |                       |                       |                        |                        |                        |                        |                        |                        |                          |                          |                          |                          |                          |                          |                   |                   |                    |                    |                    |                    |                    |                    |
|                      |                      |                      |                      |                      |                      |                    |                    |                        |                        |                        |                        |                        |                        |                        |                        |                        |                        |                       |                       |                       |                       |                     |                     |                       |                       |                       |                       |                       |                       |                        |                        |                        |                        |                         |                         |                         |                         |                         |                         |                       |                       |                        |                        |                        |                        |                        |                        |                          |                          |                          |                          |                          |                          |                   |                   |                    |                    |                    |                    |                    |                    |
|                      |                      |                      |                      |                      |                      |                    |                    |                        |                        |                        |                        |                        |                        |                        |                        |                        |                        |                       |                       |                       |                       |                     |                     |                       |                       |                       |                       |                       |                       |                        |                        |                        |                        |                         |                         |                         |                         |                         |                         |                       |                       |                        |                        |                        |                        |                        |                        |                          |                          |                          |                          |                          |                          |                   |                   |                    |                    |                    |                    |                    |                    |
|                      |                      |                      |                      |                      |                      |                    |                    |                        |                        |                        |                        |                        |                        |                        |                        |                        |                        |                       |                       |                       |                       |                     |                     |                       |                       |                       |                       |                       |                       |                        |                        |                        |                        |                         |                         |                         |                         |                         |                         |                       |                       |                        |                        |                        |                        |                        |                        |                          |                          |                          |                          |                          |                          |                   |                   |                    |                    |                    |                    |                    |                    |
| Kim Young-sook 1947– | Kim Young-sook 1947– | Kim Young-sook 1947– | Kim Young-sook 1947– | Kim Young-sook 1947– | Kim Young-sook 1947– |                    |                    | Song Hye-rim 1937–2002 | Song Hye-rim 1937–2002 | Song Hye-rim 1937–2002 | Song Hye-rim 1937–2002 | Song Hye-rim 1937–2002 | Song Hye-rim 1937–2002 |                        |                        | Kim Jong-il 1941–2011  | Kim Jong-il 1941–2011  | Kim Jong-il 1941–2011 | Kim Jong-il 1941–2011 | Kim Jong-il 1941–2011 | Kim Jong-il 1941–2011 |                     |                     | Ko Yong-hui 1953–2004 | Ko Yong-hui 1953–2004 | Ko Yong-hui 1953–2004 | Ko Yong-hui 1953–2004 | Ko Yong-hui 1953–2004 | Ko Yong-hui 1953–2004 |                        |                        | Kim Ok 1964–           | Kim Ok 1964–           | Kim Ok 1964–            | Kim Ok 1964–            | Kim Ok 1964–            | Kim Ok 1964–            |                         |                         | Kim Kyong-hui 1946–   | Kim Kyong-hui 1946–   | Kim Kyong-hui 1946–    | Kim Kyong-hui 1946–    | Kim Kyong-hui 1946–    | Kim Kyong-hui 1946–    |                        |                        | Jang Sung-taek 1946–2013 | Jang Sung-taek 1946–2013 | Jang Sung-taek 1946–2013 | Jang Sung-taek 1946–2013 | Jang Sung-taek 1946–2013 | Jang Sung-taek 1946–2013 |                   |                   | Kim Pyong-il 1954– | Kim Pyong-il 1954– | Kim Pyong-il 1954– | Kim Pyong-il 1954– | Kim Pyong-il 1954– | Kim Pyong-il 1954– |
| Kim Young-sook 1947– | Kim Young-sook 1947– | Kim Young-sook 1947– | Kim Young-sook 1947– | Kim Young-sook 1947– | Kim Young-sook 1947– |                    |                    | Song Hye-rim 1937–2002 | Song Hye-rim 1937–2002 | Song Hye-rim 1937–2002 | Song Hye-rim 1937–2002 | Song Hye-rim 1937–2002 | Song Hye-rim 1937–2002 |                        |                        | Kim Jong-il 1941–2011  | Kim Jong-il 1941–2011  | Kim Jong-il 1941–2011 | Kim Jong-il 1941–2011 | Kim Jong-il 1941–2011 | Kim Jong-il 1941–2011 |                     |                     | Ko Yong-hui 1953–2004 | Ko Yong-hui 1953–2004 | Ko Yong-hui 1953–2004 | Ko Yong-hui 1953–2004 | Ko Yong-hui 1953–2004 | Ko Yong-hui 1953–2004 |                        |                        | Kim Ok 1964–           | Kim Ok 1964–           | Kim Ok 1964–            | Kim Ok 1964–            | Kim Ok 1964–            | Kim Ok 1964–            |                         |                         | Kim Kyong-hui 1946–   | Kim Kyong-hui 1946–   | Kim Kyong-hui 1946–    | Kim Kyong-hui 1946–    | Kim Kyong-hui 1946–    | Kim Kyong-hui 1946–    |                        |                        | Jang Sung-taek 1946–2013 | Jang Sung-taek 1946–2013 | Jang Sung-taek 1946–2013 | Jang Sung-taek 1946–2013 | Jang Sung-taek 1946–2013 | Jang Sung-taek 1946–2013 |                   |                   | Kim Pyong-il 1954– | Kim Pyong-il 1954– | Kim Pyong-il 1954– | Kim Pyong-il 1954– | Kim Pyong-il 1954– | Kim Pyong-il 1954– |
|                      |                      |                      |                      |                      |                      |                    |                    |                        |                        |                        |                        |                        |                        |                        |                        |                        |                        |                       |                       |                       |                       |                     |                     |                       |                       |                       |                       |                       |                       |                        |                        |                        |                        |                         |                         |                         |                         |                         |                         |                       |                       |                        |                        |                        |                        |                        |                        |                          |                          |                          |                          |                          |                          |                   |                   |                    |                    |                    |                    |                    |                    |
|                      |                      |                      |                      |                      |                      |                    |                    |                        |                        |                        |                        |                        |                        |                        |                        |                        |                        |                       |                       |                       |                       |                     |                     |                       |                       |                       |                       |                       |                       |                        |                        |                        |                        |                         |                         |                         |                         |                         |                         |                       |                       |                        |                        |                        |                        |                        |                        |                          |                          |                          |                          |                          |                          |                   |                   |                    |                    |                    |                    |                    |                    |
|                      |                      |                      |                      | Kim Sul-song 1974–   | Kim Sul-song 1974–   | Kim Sul-song 1974– | Kim Sul-song 1974– | Kim Sul-song 1974–     | Kim Sul-song 1974–     |                        |                        | Kim Jong-nam 1971–2017 | Kim Jong-nam 1971–2017 | Kim Jong-nam 1971–2017 | Kim Jong-nam 1971–2017 | Kim Jong-nam 1971–2017 | Kim Jong-nam 1971–2017 |                       |                       | Kim Jong-chul 1981–   | Kim Jong-chul 1981–   | Kim Jong-chul 1981– | Kim Jong-chul 1981– | Kim Jong-chul 1981–   | Kim Jong-chul 1981–   |                       |                       | Kim Jong-un 1983–     | Kim Jong-un 1983–     | Kim Jong-un 1983–      | Kim Jong-un 1983–      | Kim Jong-un 1983–      | Kim Jong-un 1983–      |                         |                         | Ri Sol-ju k. 1986–      | Ri Sol-ju k. 1986–      | Ri Sol-ju k. 1986–      | Ri Sol-ju k. 1986–      | Ri Sol-ju k. 1986–    | Ri Sol-ju k. 1986–    |                        |                        | Kim Yo-jong 1987–      | Kim Yo-jong 1987–      | Kim Yo-jong 1987–      | Kim Yo-jong 1987–      | Kim Yo-jong 1987–        | Kim Yo-jong 1987–        |                          |                          |                          |                          |                   |                   |                    |                    |                    |                    |                    |                    |
|                      |                      |                      |                      | Kim Sul-song 1974–   | Kim Sul-song 1974–   | Kim Sul-song 1974– | Kim Sul-song 1974– | Kim Sul-song 1974–     | Kim Sul-song 1974–     |                        |                        | Kim Jong-nam 1971–2017 | Kim Jong-nam 1971–2017 | Kim Jong-nam 1971–2017 | Kim Jong-nam 1971–2017 | Kim Jong-nam 1971–2017 | Kim Jong-nam 1971–2017 |                       |                       | Kim Jong-chul 1981–   | Kim Jong-chul 1981–   | Kim Jong-chul 1981– | Kim Jong-chul 1981– | Kim Jong-chul 1981–   | Kim Jong-chul 1981–   |                       |                       | Kim Jong-un 1983–     | Kim Jong-un 1983–     | Kim Jong-un 1983–      | Kim Jong-un 1983–      | Kim Jong-un 1983–      | Kim Jong-un 1983–      |                         |                         | Ri Sol-ju k. 1986–      | Ri Sol-ju k. 1986–      | Ri Sol-ju k. 1986–      | Ri Sol-ju k. 1986–      | Ri Sol-ju k. 1986–    | Ri Sol-ju k. 1986–    |                        |                        | Kim Yo-jong 1987–      | Kim Yo-jong 1987–      | Kim Yo-jong 1987–      | Kim Yo-jong 1987–      | Kim Yo-jong 1987–        | Kim Yo-jong 1987–        |                          |                          |                          |                          |                   |                   |                    |                    |                    |                    |                    |                    |
|                      |                      |                      |                      |                      |                      |                    |                    |                        |                        |                        |                        |                        |                        |                        |                        |                        |                        |                       |                       |                       |                       |                     |                     |                       |                       |                       |                       |                       |                       |                        |                        |                        |                        |                         |                         |                         |                         |                         |                         |                       |                       |                        |                        |                        |                        |                        |                        |                          |                          |                          |                          |                          |                          |                   |                   |                    |                    |                    |                    |                    |                    |
|                      |                      |                      |                      |                      |                      |                    |                    |                        |                        |                        |                        | Kim Han-sol 1995–      | Kim Han-sol 1995–      | Kim Han-sol 1995–      | Kim Han-sol 1995–      | Kim Han-sol 1995–      | Kim Han-sol 1995–      |                       |                       |                       |                       |                     |                     |                       |                       |                       |                       |                       |                       |                        |                        | Kim Ju-ae k. 2012–     | Kim Ju-ae k. 2012–     | Kim Ju-ae k. 2012–      | Kim Ju-ae k. 2012–      | Kim Ju-ae k. 2012–      | Kim Ju-ae k. 2012–      |                         |                         |                       |                       |                        |                        |                        |                        |                        |                        |                          |                          |                          |                          |                          |                          |                   |                   |                    |                    |                    |                    |                    |                    |